# Bolesław Kulawik
Bolesław Kulawik (ur. 1905, zm. 1972) – polski duchowny rzymskokatolicki, kanonik.
Syn Adama. Został księdzem rzymskokatolickim, uzyskał stopień doktora. Od 1942 do 1968 był proboszczem parafii św. Stanisława Biskupa i Męczennika w Sarnakach.  Był jednym księży redagujących czasopismo „Głos Kapłana”, ukazujące się za zgodą władz PRL od 1950. Podczas Ogólnokrajowego Zjazdu Kół Księży w lutym 1952 w Warszawie zasiadł w Prezydium Głównej Komisji Księży. Był autorem książki do nabożeństwa pt. Wianek Maryjny, wydanej w 1969.

## Odznaczenia
- Krzyż Oficerski Orderu Odrodzenia Polski (uchwałą Rady Państwa z 22 lipca 1953, za zasługi w pracy społecznej)[7]
- Krzyż Kawalerski Orderu Odrodzenia Polski (postanowieniem prezydenta Bolesława Bieruta z 22 lipca 1952, za działalność społeczną)[8]
- Złoty Krzyż Zasługi – dwukrotnie (po raz drugi uchwałą Rady Państwa z 19 lipca 1954, w 10 rocznicę Polski Ludowej za zasługi w pracy społecznej)[9]